# Olathe (prénom)
Pour les articles homonymes, voir Olathe.
Olathe est un prénom féminin.

## Sens et origine du prénom
- Prénom féminin d'origine nord-amérindienne du peuple Shawnee.
- Prénom qui signifie "belle".
- Aussi le nom de la ville Olathe (Kansas) aux États-Unis dont l'origine du nom vient bien de la langue Shawnee et signifie "belle".

## Prénom de personnes célèbres et fréquence
- Prénom aujourd'hui peu usité aux États-Unis[1].
- Prénom qui n'a jamais été donné en France[2].